# Mitra Kalhor
Mitra Kalhor (* 14. September 1985) ist eine iranische Alpin- und ehemalige Grasskiläuferin. Sie nahm in den Jahren 2005 und 2009 an den Grasski-Weltmeisterschaften und 2009 sowie 2011 an den Alpinen Skiweltmeisterschaften teil. Im Grasski-Weltcup gelang ihr ein Podestplatz, im Alpinen Skiweltcup war sie bislang nicht am Start.

## Karriere

### Grasski
Kalhor begann ihre sportliche Karriere im Grasskilauf. Ihre ersten internationalen Auftritte hatte sie bei den FIS-Rennen in der tschechischen Gemeinde Branná im August 2005. Sie erreichte dabei jeweils Platz 13 im Riesenslalom und im Super-G. Vier Wochen später nahm sie an der Weltmeisterschaft 2005 im iranischen Skiort Dizin teil. Sie wurde 14. im Super-G sowie Zehnte und zugleich Letzte im Riesenslalom. Im Slalom schied sie im ersten Durchgang aus. Nachdem sie in der Saison 2006 an keinen Rennen teilgenommen hatte, startete sie im am 12. Juli 2007 erstmals im Weltcup. Im Super-G von Dizin erreichte sie auf Anhieb den zweiten Platz, allerdings in Abwesenheit der meisten Spitzenläuferinnen. Damit kam sie in der Saison 2007 punktegleich mit ihrer Landsfrau Marjan Kalhor auf Rang 13 in der Gesamtwertung. In der Saison 2008 nahm Kalhor wieder an den Weltcuprennen in Dizin teil und erreichte dabei Platz fünf im Super-G und Rang sechs im Riesenslalom, womit sie auf Platz 14 im Gesamtklassement kam. Ihre nächsten Weltcuprennen bestritt sie im August 2009 wiederum in Dizin, erreichte diesmal aber nur als Vorletzte den neunten Rang im Super-G. Im Riesenslalom wurde sie im ersten Durchgang disqualifiziert. Ende August nahm sie auch an den Weltcuprennen im österreichischen Maria Gugging teil, schied aber sowohl im Slalom als auch im Riesenslalom aus. In der Gesamtwertung der Saison 2009 belegte sie den 19. Rang. Im September dieses Jahres nahm sie in Rettenbach an der Grasski-Weltmeisterschaft 2009 teil und belegte dabei dreimal den vorletzten Platz. Im Slalom wurde sie Neunte, im Riesenslalom Zwölfte und im Super-G Fünfzehnte. In der Super-Kombination wurde sie nach einem Torfehler disqualifiziert. Nach 2009 nahm sie an keinen Grasskirennen mehr teil.

### Ski Alpin
Im Winter 2005/06 nahm Kalhor in der Türkei und im Iran an ihren ersten FIS-Rennen im Alpinen Skisport teil, in denen sie sich zumeist unter den besten zehn klassieren konnte. Im nächsten Winter fuhr sie bei FIS-Rennen im Iran mehrmals unter die schnellsten drei und bei den iranischen Meisterschaften wurde sie jeweils Zweite im Slalom und im Riesenslalom. Den ersten Sieg in einem FIS-Rennen feierte sie am 4. Februar 2008 im Slalom von Dizin und zwei Wochen später wurde sie in Schemschak Iranische Meisterin im Slalom. Im Februar 2009 nahm Kalhor als eine von drei Iranerinnen an den Weltmeisterschaften in Val-d’Isère teil. Im Slalom belegte sie als Vorletzte Rang 49 und im Riesenslalom als Drittletzte Rang 58. Nachdem sie die nächsten zwei Jahre wieder bei FIS-Rennen und nationalen Meisterschaften gestartet war, nahm sie auch an den Weltmeisterschaften 2011 in Garmisch-Partenkirchen teil. Im Riesenslalom belegte sie als Drittletzte den 89. Platz, während sie im Slalom im ersten Durchgang ausschied.

## Erfolge

### Grasski
Weltmeisterschaften:
- Dizin 2005: 10. Riesenslalom, 14. Super-G
- Rettenbach 2009: 9. Slalom, 12. Riesenslalom, 15. Super-G

Weltcup:
- Eine Podestplatzierung, weitere dreimal unter den besten zehn

### Ski Alpin
Weltmeisterschaften:
- Val-d’Isère 2009: 49. Slalom, 58. Riesenslalom
- Garmisch-Partenkirchen 2011: 89. Riesenslalom

Iranische Meisterschaften:
- Iranische Meisterin im Slalom 2008